# Borczyn
Borczyn – wieś sołecka w Polsce, położona w województwie świętokrzyskim, w powiecie pińczowskim, w gminie Kije.
W latach 1975–1998 miejscowość administracyjnie należała do województwa kieleckiego.

## Części wsi
| SIMC    | Nazwa  | Rodzaj    |
| ------- | ------ | --------- |
| 0242571 | Koniec | część wsi |

## Historia
Borczyn, wieś, w powiecie pińczowskim, gminie Kliszów, parafii Kije.

W 1827 r. było tu 12 domów i 102 mieszkańców.
Według spisu powszechnego z roku 1921 w Borczynie było 35 domów,194 mieszkańców

## Zabytki
- Kaplica wybudowana po I wojnie światowej